# イフィーニィ・ウデゼ
イフィーニィ・ウデゼ（Ifeanyi Udeze、1980年7月21日 - ）は、ナイジェリアの元サッカー選手。元ナイジェリア代表。ポジションはディフェンダー。

## 来歴
2000年にナイジェリア代表デビュー。アフリカネイションズカップ2002では4試合に出場、3位となった。2002 FIFAワールドカップでは2試合に出場した。アフリカネイションズカップ2004でも4試合に出場して、2大会連続の3位となった。2005年までに34試合に出場した。

## 代表歴

### 出場大会
- ナイジェリア代表
  - 2002 FIFAワールドカップ

### 試合数
- 国際Aマッチ 34試合 0得点（2000年-2005年）[1]

| ナイジェリア代表 | 国際Aマッチ | 国際Aマッチ |
| 年               | 出場        | 得点        |
| ---------------- | ----------- | ----------- |
| 2000             | 1           | 0           |
| 2001             | 8           | 0           |
| 2002             | 10          | 0           |
| 2003             | 6           | 0           |
| 2004             | 6           | 0           |
| 2005             | 3           | 0           |
| 通算             | 34          | 0           |